# Kroniki Imaginarium Geographica
Kroniki Imaginarium Geographica – seria książek fantasy autorstwa Jamesa A. Owena.

## Fabuła
Seria opowiada o przygodach trójki przyjaciół – Johna (J.R.R. Tolkien), Jacka (Clive Staples Lewis) i Charlesa (Charles Williams). Bohaterowie są opiekunami tajemniczego atlasu o nazwie Imaginarium Geographica. Atlas zawiera mapy wysp znajdujących się w świecie zwanym Archipelagiem Snów. W ich przygodach pomaga im ich poprzednik Bert, zwany Obieżyświatem (H.G. Wells), Juliusz Verne, Edgar Allan Poe oraz wielu innych.
Akcja pierwszego tomu rozpoczyna się w 1917 roku podczas I wojny światowej w Londynie. Przeciwnikiem bohaterów jest Zimowy Król – Mordred, który pod koniec pierwszej części zostaje wrzucony w otchłań na krawędzi Archipelagu, co wiąże się z bliskim końcem wojny w 1918.
W tomie drugim i czwartym wrogiem bohaterów staje się cień Mordreda. Akcja drugiego tomu jest osadzona w 1928, a czwartego – w 1936. Pod koniec czwartego tomu cień Mordreda zostaje zniszczony.
Akcja tomu trzeciego ma miejsce w roku 1931. Wrogiem Opiekunów znów jest Mordred – lecz w innym czasie. Jak się okazuje, brat bliźniak Mordreda i autor atlasu Imaginarium Geographica (Kartograf) był gorszy od brata i to przez niego Mordred stał się zły. Za swoje przewinienia trafił do Wieży Czasu.
Akcja tomu piątego dzieje się w roku 1945, tuż po śmierci Charlesa w maju 1945. W tym tomie Madoc – Mordred okazuje się tajemniczym Uczniem smoka Samarantha i twórcą jednego ze smoczych statków – Czarnego Smoka. Wrogami sprzymierzonych Opiekunów i Imperialnego Towarzystwa Kartograficznego stają się pradawne cienie – Echtroi, a nowymi sprzymierzeńcami – Sekretarianie.

## Książki
Jak do tej pory ukazały się w Polsce:
| Lp. | Tytuł                   | Tytuł oryg.                   | Data polskiego wydania | Data wyd. oryg. |
| --- | ----------------------- | ----------------------------- | ---------------------- | --------------- |
| 1.  | Tu żyją smoki           | Here, There be Dragons        | 2008                   | 2006            |
| 2.  | Powrót Czerwonego Smoka | The Search for the Red Dragon | 2008                   | 2008            |
| 3.  | Król Indygo             | The Indigo King               | 2009                   | 2009            |
| 4.  | Cienie smoków           | The Shadow Dragons            | 2010                   | 2009            |
| 5.  | Uczeń smoka             | The Dragon’s Apperentice      | 2011                   | 2011            |

Kolejne tomy noszą nazwy: The Dragons of Winter (2012) i The First Dragon (2013).
W Polsce książki tej serii zostały wydane przez wydawnictwo Nasza Księgarnia, a tłumaczenie wszystkich tomów zostało wykonane przez Maciejkę Mazan. Ilustracje we wszystkich tomach pochodzą od autora serii – Jamesa Owena.